# New Shepard
New Shepard är en återanvändbar amerikansk raket för kastbanefärd, utvecklad av företaget Blue Origin. Första flygningen gjordes från Corn Ranch i Texas den 29 april 2015.
Raketen består av ett raketsteg som drivs av företagets egenutvecklade BE-3-raketmotor.
Raketen är framtagen för att bära en kapsel med betalande resenärer till drygt 100 km höjd. 
På 100 km höjd går den så kallade Karmanlinjen, alla som korsar den kan kalla sig astronaut.
Strax innan raketen och kapseln når sin högsta höjd separerar kapseln från raketen. 
Raketen gör en kontrollerad vertikal landning med hjälp av sin raketmotor. Kapseln landar med hjälp av fallskärmar.
Både raketen och kapseln är återanvändbara.
Första bemannade flygningen gjordes den 20 juli 2021.
Den 12 september 2022 havererade en obemannad raket, ungefär en minut efter uppskjutningen. Räddningsraketen aktiverades och förde den obemannade kapseln i säkerhet. Kapseln landade senare under kontrollerade former. Raketen kraschade.

## Flygningar
| Flygning № | Datum                        | Farkost         | Högsta höjd | Resultat      | Besättning                                                                                            | Notering |
| ---------- | ---------------------------- | --------------- | ----------- | ------------- | --- | --- |
| NS-1       | 29 april 2015                | New Shepard 1   | 93,5 km     | Delvis lyckad | | Lyckad uppskjutning, flygning och landning av kapseln. Landningen av raketen misslyckades.                                                                                          |
| NS-2       | 23 november 2015             | New Shepard 2   | 100,5 km    | Lyckad        | | Lyckad uppskjutning, flygning och landning av kapsel och raket. Första återanvändningen av kapsel och raket.                                                                        |
| NS-3       | 22 januari 2016              | New Shepard 2 ♺ | 101,7 km    | Lyckad        | | Lyckad uppskjutning, flygning och landning av kapsel och raket. |
| NS-4       | 2 april 2016                 | New Shepard 2 ♺ | 103,8 km    | Lyckad        | | Lyckad uppskjutning, flygning och landning av kapsel och raket. |
| NS-5       | 19 juni 2016                 | New Shepard 2 ♺ | >100 km     | Lyckad        | | Lyckad uppskjutning, flygning och landning av kapsel och raket. |
| NS-6       | 5 oktober 2016               | New Shepard 2 ♺ | >100 km     | Lyckad        | | Lyckad uppskjutning, flygning och landning av kapsel och raket. |
| NS-7       | 12 december 2017             | New Shepard 3   | >100 km     | Lyckad        | | Lyckad uppskjutning, flygning och landning av kapsel och raket. Första flygningen av kapsel version 2.                                                                              |
| NS-8       | 29 april 2018                | New Shepard 3 ♺ | >100 km     | Lyckad        | | Lyckad uppskjutning, flygning och landning av kapsel och raket. |
| NS-9       | 18 juli 2018                 | New Shepard 3 ♺ |             | Lyckad        | | |
| NS-10      | 23 januari 2019              | New Shepard 3 ♺ | >106 km     | Lyckad        | | |
| NS-11      | 2 maj 2019                   | New Shepard 3 ♺ | 105 km      | Lyckad        | | |
| NS-12      | 11 december 2019             | New Shepard 3 ♺ | >104 km     | Lyckad        | | |
| NS-13      | 13 oktober 2020, 13:37 UTC   | New Shepard 3 ♺ | 107 km      | Lyckad        | | |
| NS-14      | 14 januari 2021, 16:57 UTC   | New Shepard 4   | 107 km      | Lyckad        | | |
| NS-15      | 14 april 2021, 16:51 UTC     | New Shepard 4 ♺ | >106 km     | Lyckad        | | |
| NS-16      | 20 juli 2021, 13:12 UTC      | New Shepard 4 ♺ | 107 km      | Lyckad        | Jeff Bezos, Mark Bezos, Wally Funk, Oliver Daemen.                                                    | Första bemannade flygningen. |
| NS-17      | 25 augusti 2021, 14:31 UTC   | New Shepard 3 ♺ | 105,9 km    | Lyckad        | | |
| NS-18      | 13 oktober 2021, 14:49 UTC   | New Shepard 4 ♺ | 107 km      | Lyckad        | Chris Boshuizen, Glen de Vries, William Shatner, Audrey Powers                                        | |
| NS-19      | 11 december 2021             | New Shepard 4 ♺ | 107 km      | Lyckad        | Lane Bess, Cameron Bess, Evan Dick, Laura Shepard Churchley, Michael Strahan, Dylan Taylor            | Laura Shepard Churchley är dotter till Alan Shepard, förste amerikanen i rymden |
| NS-20      | 31 mars 2022, 13:57 UTC      | New Shepard 4 ♺ | 107 km      | Lyckad        | Marty Allen, Sharon Hagle, Marc Hagle, Jim Kitchen, George Nield, Gary Lai                            | |
| NS-21      | 4 juni 2022, 13:25 UTC       | New Shepard 4 ♺ | 107 km      | Lyckad        | Evan Dick, Katya Echazarreta, Hamish Harding, Victor Correa Hespanha, Jaison Robinson, Victor Vescovo | Evan Dick gjorde sin andra flygning med New Shepard |
| NS-22      | 4 augusti 2022, 13:56:07 UTC | New Shepard 4 ♺ | 107 km      | Lyckad        | Coby Cotton, Mário Ferreira, Vanessa O'Brien, Clint Kelly III, Sara Sabry, Steve Young                | |
| NS-23      | 12 september 2022, 14:27 UTC | New Shepard 3 ♺ | >11 km      | Misslyckad    | | Raketen havererade ungefär en minut efter uppskjutningen. Räddningsraketen aktiverades och förde kapseln i säkerhet. Kapseln landade under kontrollerade former. Raketen kraschade. |
| NS-24      | 19 december 2023, 16:43 UTC  | New Shepard 4 ♺ | 107 km      | Lyckad        | | |
| NS-25      | 19 maj 2024, 13:30 UTC       | New Shepard 4 ♺ | 106 km      | Lyckad        | Kenneth Hess, Sylvain Chiron, Mason Angel, Ed Dwight, Carol Schaller, Gopi Thotakura                  | |
| NS-26      | 29 augusti 2024, 13:07 UTC   | New Shepard 4 ♺ | 105 km      | Lyckad        | Ephraim Rabin, Nicolina Elrick, Eugene Grin, Rob Ferl, Karsen Kitchen, Eiman Jahangir                 | |
| NS-27      | 23 oktober 2024, 15:27 UTC   | New Shepard 5   | 101 km      | Lyckad        | | |
| NS-28      | 22 november 2024, 15:30 UTC  | New Shepard 4 ♺ | 107 km      | Lyckad        | Emily Calandrelli, Sharon Hagle, Marc Hagle, Austin Litteral, James Russell, Henry Wolfond            | Emily Calandrelli blev den 100 kvinnan att göra en rymdfärd |
| NS-29      | 4 februari 2025, 16:00 UTC   | New Shepard 5 ♺ | 105 km      | Lyckad        | | |
| NS-30      | 25 februari 2025, 15:49 UTC  | New Shepard 4 ♺ | 106 km      | Lyckad        | Lane Bess, Jesús Calleja, Tushar Shah, Richard Scott, Elaine Chia Hyde, Russell Wilson                | |
| NS-31      | 14 april 2025, 13:30 UTC     |                 | 106 km      | Lyckad        | Aisha Bowe, Amanda Nguyen, Gayle King, Katy Perry, Kerianne Flynn, Lauren Sánchez                     | Den första rymdflygningen med endast kvinnor ombord, sedan 1963 då Valentina Teresjkova flög med Vostok 6                                                                           |